# Cabo Finisterre
Cabo Finisterre (en gallego: Fisterra) es un cabo situado en la costa atlántica española, en el municipio de Finisterre (La Coruña). El cabo Finisterre forma una península rocosa de granito ubicada en la Costa de la Muerte, en Galicia. 
En la época romana se creía que era el fin del mundo conocido. El nombre Finisterre deriva del latín finis terrae, que significa "fin de la tierra". Existe una creencia popular de que es el punto más occidental de la península ibérica. Sin embargo, el cabo da Roca de Portugal está a 16,5 km más al oeste, siendo el punto más occidental de Europa continental. Incluso el cabo Touriñán se encuentra más al oeste, siendo el punto más occidental de España peninsular.
Monte Facho es el nombre de la montaña del cabo Finisterre, cuya cumbre se encuentra a 239 m sobre el nivel del mar. El faro de Finisterre se encuentra en la cima del monte Facho. El cabo se considera el kilómetro cero y final del Camino de Santiago. Fue declarado en el año 2007 como Patrimonio europeo.

## Historia
Los ártabros eran una antigua tribu que habitaba la zona en la antigüedad. Desde el cabo Finisterre, los fenicios tenían una ruta comercial marítima con las islas británicas durante la Edad del Bronce.
El faro fue construido en 1853. La torre del faro, hecha de mampostería, tiene una base octogonal y termina en una cornisa sobre la que descansa el balcón. Arriba está la bóveda, con una linterna poligonal. La torre mide 17 m y su luz, ubicada a 143 m sobre el nivel del mar, alcanza más de 30 millas náuticas. La constante niebla invernal provocó que se agregara una sirena en 1888, la Vaca de Fisterra, para advertir a los marineros del peligro. Aun así, fue el escenario de varios naufragios, como en 1870, cuando el HMS Captain se hundió con 482 personas de su tripulación, siendo el evento más triste de esta costa.

## Datos del lugar

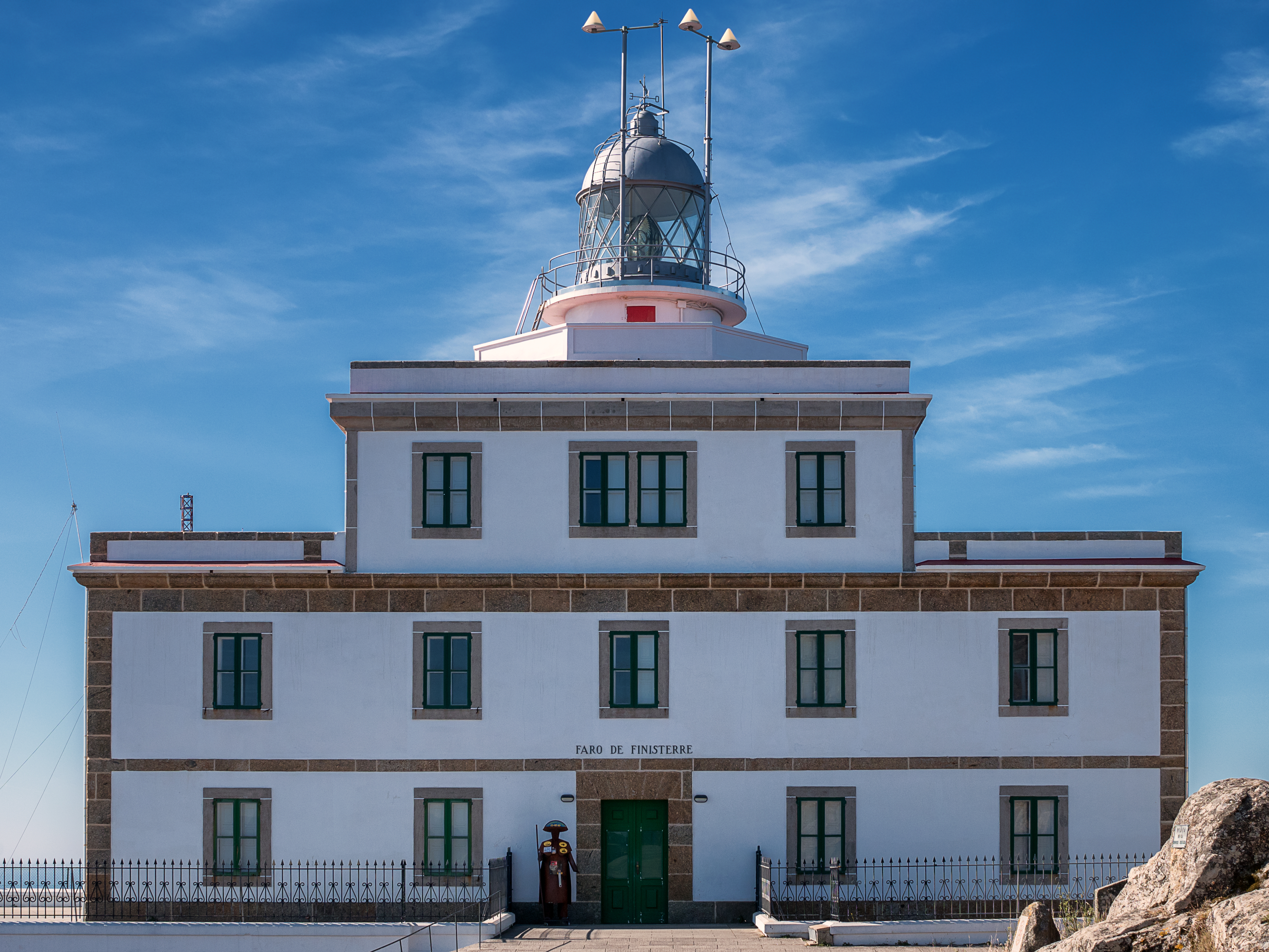
Faro de Finisterre.

- Los romanos pensaban que este era el punto más occidental del mundo conocido. Sin embargo, el cabo de la Roca se encuentra más al oeste. Durante dos meses al año tiene lugar en esa zona el último atardecer de la Europa continental.[3]
- El faro de Finisterre fue construido en 1853. La torre del faro, de piedra, es la base octogonal, y termina en una repisa de la chimenea sobre la cual descansa el balcón. Arriba está la cúpula con una linterna poligonal. La torre mide 17  y su luz, situado a 143 m sobre el nivel del mar, llega a más de 30 millas náuticas.
- Fue el escenario por excelencia de naufragios, como el de 1870 cuando el barco Capitán Monitor con 482 personas se hundió, lo fue el evento más trágico de esta costa.
- Hay también cerca de la sede una serie de piedras vinculadas a leyendas religiosas: las piedras del Santo, manchadas de vino, la Cátedra de Pedro, la tumba de Orcabella, etcétera.
- El nombre significa Donde acaba la tierra, en latín: (finis)= final, (terre)= tierra.

## Batallas en el cabo Finisterre
- El 18 de enero de 1509, la flota portuguesa al mando de Duarte Pacheco Pereira hundió un barco y apresó los tres restantes del corsario francés Pierre de Mondragon, quien murió en la batalla del cabo Finisterre (1509).
- La primera batalla del cabo Finisterre tuvo lugar el 14 de mayo de 1747, durante la guerra de sucesión austriaca. Fue una victoria para la flota británica al mando del almirante George Anson.
- La segunda batalla del cabo Finisterre tuvo lugar el 25 de octubre de 1747, y fue también una victoria decisiva para la flota británica al mando del almirante Edward Hawke.
- La tercera batalla del cabo Finisterre tuvo lugar el 22 de julio de 1805, durante la tercera guerra de la coalición de las guerras Napoleónicas. Una reunión no fue concluyente entre una flota británica al mando del vicealmirante Robert Calder y una flota hispanofrancesa dirigida por el almirante Pierre Charles Silvestre de Villeneuve.

## Último punto del Camino de Santiago
El cabo Finisterre es actualmente el mejor destino para muchos peregrinos del Camino de Santiago, ya que está a una distancia de 90 km de Santiago de Compostela. Los peregrinos siguen hasta Mugía, un día de marcha más y así llegan hasta el cabo.